# Monica Horan
Monica Horan (* 29. Januar 1963 in Darby, Pennsylvania) ist eine US-amerikanische Schauspielerin. 

## Leben
Monica Horan ist mit Philip Rosenthal verheiratet, dem Produzenten von Alle lieben Raymond. In der Sitcom hat sie auch eine Rolle übernommen. Sie hatte 2005 einen Auftritt in Oprah Winfreys Show. Monica Horan machte ihren Abschluss an der Archbishop Prendergast Catholic High School for Girls in Drexel Hill, Pennsylvania im Jahr 1981. Sie besuchte die Hofstra University in Hempstead, New York und machte ihren Abschluss in dem Performance-Theater im Jahr 1984. Dann zog sie nach New York. Sie traf dort ihren zukünftigen Ehemann, Philip Rosenthal, den Executive Producer der TV-Sitcom Alle lieben Raymond.
Sie lebt derzeit in Los Angeles mit ihrem Mann und ihren zwei Kindern.